# Jeff Austin
Jeff Austin (Arlington Heights, 25 de abril de 1974 - Seattle, Washington 24 de junio de 2019) fue un cantante y mandolinista estadounidense, conocido  fundamentalmente por formar parte de la banda de cadenas de Yonder Mountain. 

## Biografía
A pesar de que Austin nació en Arlington Heights, creció en Elk Grove (Illinois) y asistió a la escuela secundaria de Rolling Meadows. Posteriormente se matriculó en la Universidad de Cincinnati pero pronto se dirigió a Urbana donde se reunió con el futuro bajista Dave Johnston.
Johnston le invitó a tocar en su banda The Bluegrassholes, donde Austin tocó la mandolina por primera vez. Tiempo después, Johnston se mudó a Nederland. En un club llamado Verve, Austin conoció a Adam Aijala y Ben Kaufmann, con quienes él y Johnston formarían la banda de cuerdas de Yonder Mountain.
A fines de 2013 Austin anunció que abandonaría momentáneamente la banda Yonder Mountain, debido al nacimiento inminente de su hijo. 
El 23 de abril de 2014, Austin dejó de ser miembro de Yonder Mountain String Band. La banda anunció una separación amistosa de caminos, con Austin a causa de diferencias creativas y objetivos profesionales en conflicto. 
Jeff Austin lanzó un nuevo álbum debutando en solitario en Yep Roc Records el 10 de febrero de 2015. 
El proyecto titulado The Simple Truth, presenta a personajes como Cody Dickinson, Royal Horns, Todd Snider, Jennifer Hartswick, Brendan Bayliss y también Sarah Siskind. Y a los integrantes de la banda de gira de Jeff: Danny Barnes, Ross Martin y Eric Thorin.

## Carrera
En marzo de 2004, Jeff Austin lanzó un álbum de estudio con Chris Castino (The Big Wu) llamado Songs from the Tin Shed . Este álbum, de alegre música de vaqueros, incluyó trabajos de Nick Forster y apariciones como invitado de Darol Anger, Sally Van Meter y Noam Pikelny.
En febrero de 2006, Austin grabó Rex (Live at the Fillmore) un álbum grabado en directo con el nombre de la banda Grateful Grass con los músicos Keller Williams y Keith Moseley (The String Cheese Incident). Disponible solo a través de descarga digital, el álbum presentó versiones no tradicionales de bluegrass, con canciones de Grateful Dead. El cien por cien de los ingresos que se destinaron a la Fundación Rex.
En 2010, se asoció con Brendan Bayliss de Umphrey's Mcgee para formar un grupo llamado 30db. Publicaron un álbum llamado "One Man Show" el 11 de mayo de 2010 y tocaron una pequeña gira de siete shows en mayo de 2010 para promocionar el nuevo álbum. Junto a ellos en la gira intervinieron Cody Dickinson de North Mississippi Allstars, Nick Forster de la banda de bluegrass Hot Rize y Eric Thorin de Boulder.
En 2013 Austin contribuyó con el tema musical y los créditos finales al documental, I Know That Voice.

## Muerte
Austin murió el 24 de junio de 2019 a los 45 años de edad.